# Нортфілдс (Лондон)
Нортфілдс — район в Ілінгу на заході Лондона. Розташований на Нортфілд-авеню — торговельній вулиці здебільшого з незалежними магазинами та ресторанами. Поштовий індекс для цього регіону — W5 і W13.
З 14 століття ця територія була частиною маєтку Колдголл, або Західного Ілінгу. Великий і Малий Нортфілдс були двома великими полями. До середини 17-го століття вулиця Нортфілдс-роуд, як її спочатку називали, була побудована для з'єднання території Литтл-Ілінг з дорогою до Аксбриджа (нині головна вулиця Аксбридж, що проходить від Шепердс-Буш до Аксбридж). Але ця територія залишалася сільською, вкрита яблуневими садами до кінця ХІХ століття.
Сьогодні цю територіґ обслуговує лінія Piccadilly від станції метро Northfields, спроектованої архітектором Чарльзом Холденом, а також, автобусами Е2 та Е3, що курсують до Грінфорда, Ілінга, Брентфорда, Ганвелла, Актона та Чізвіка, та N11, нічним автобусом до центру Лондона. Більшість мешканців Нортфілдс — середній клас людей з високим рівнем освіти та власним житлом. Тут є три місцеві початкові школи: початкова школа Літл-Ілінг, початкова школа Філдинга та католицька початкова школа Маунт-Кармел.
На Нортфілд-авеню щорічно проходить вуличний фестиваль, організований місцевою торговою асоціацією NABA. Перший фестиваль відбувся влітку 2007 року.

## Історія
До 1890 року територія Ілінгу та Нортфілдс залишалася сільською та була малозаселена. Більшість території займали фруктові сади . Поява районної залізниці в 1883 році та відкриття зупинки Нортфілдс у 1908 році спонукали до розвитку та заселення території.

## Знатні жителі
Чарльз Блондін (відомий своїм перепливом Ніагарського водоспаду по канату) жив в Нортфілдсі з 1886 року до своєї смерті в 1897 році в будинку на місці нинішнього Ніагара-Хаус, навпроти пабу The Plough на Нортфілд-авеню. Блондін-авеню, Блондін-парк і Ніагара-авеню названі на його честь; раніше вони були частиною відомого розплідника Г'ю Роналдса .
Між 1815 і 1817 роками Джон Квінсі Адамс, який згодом став 6-м президентом Сполучених Штатів, жив зі своєю родиною в будинку Літл Бостон на вулиці Віндмілл-роуд в Нортфілдсі.
Поп-співачка Дасті Спрінгфілд була ученицею школи монастиря Святої Анни у 1950-х роках.
Зараз у цьому районі мешкає ведучий погоди BBC Томаш Шафернакер .

## Пам'ятні будівлі

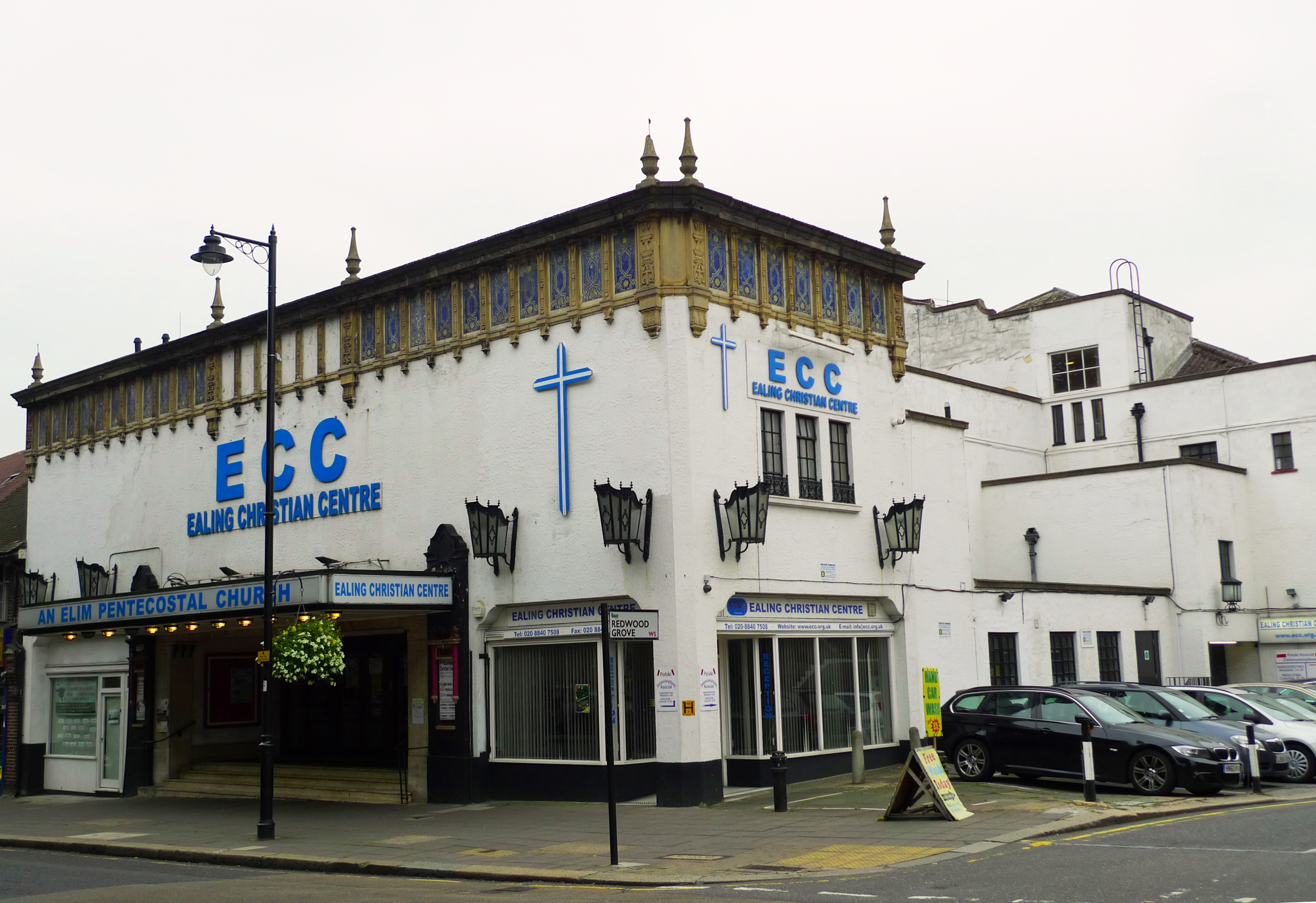
Колишній кінотеатр ODEON, тепер Християнський центр Ілінга

Колишній кінотеатр на Нортфілд-авеню є єдиною будівлею в цьому районі, яка відноситься до пам'яток архітектури 2-го рівня. Побудований у 1932 році в незвичайному іспанському стилі, він був закритий з 1987 року і перетворений на Християнський центр Ілінга в 1994 році.
Інші відомі будівлі в Нортфілдсі:
- Рочестер Гаус
- Place House (Ealing Fields High School)
- Публічний будинок Forester, архітектор Новелл Парр
- Станція метро Northfields[6]
- 53 Northfield Road (Orchard Lofts)